# 西部幹線

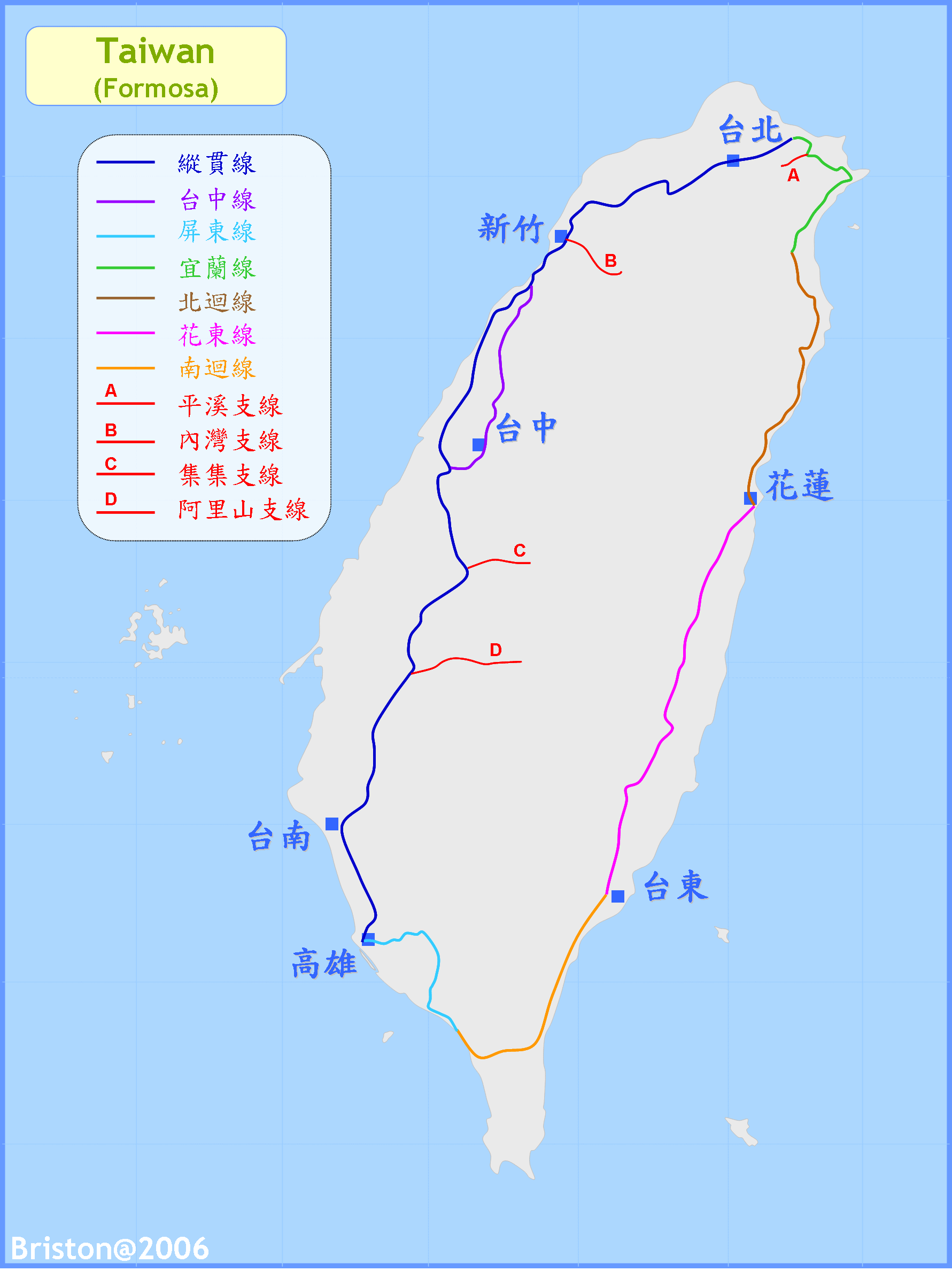
台湾の環状鉄道（西部幹線・東部幹線・南廻線）

西部幹線（せいぶかんせん/シーブガンシェン、拼音: Xībù Gànxiàn、注音: ㄒㄧ ㄅㄨˋ ㄍㄢˋ ㄒㄧㄢˋ）は、台湾鉄路管理局・縦貫線及び屏東線の総称。

## 列車種別
- 対号列車
  - 自強号
  - 莒光号
- 非対号列車
  - 区間車・区間快車

## 過去の列車種別
- 対号列車
  - 復興号
- 非対号列車
  - 平快車
  - 冷気柴客

## 駅

### 縦貫線 (北段)
基隆駅 - 三坑駅 - 八堵駅 - 七堵駅 - 百福駅 - 五堵駅 - 汐止駅 - 汐科駅 - 南港駅 - 松山駅 - 台北駅 - 万華駅 - 板橋駅 - 浮洲駅 - 樹林駅 - 山佳駅 - 鶯歌駅 - 桃園駅 - 内壢駅 - 中壢駅 - 埔心駅 - 楊梅駅 - 富岡駅 - 新富駅 - 北湖駅 - 湖口駅 - 新豊駅 - 竹北駅 - 北新竹駅 - 新竹駅 - 三姓橋駅 - 香山駅 - 崎頂駅 - 竹南駅

### 海岸線（海線）
竹南駅 - 談文駅 - 談文南信号場 - 大山駅 - 後龍駅 - 龍港駅 - 白沙屯駅 - 新埔駅 - 通霄駅 - 苑裡駅 - 日南駅 - 大甲駅 - 台中港駅 - 清水駅 - 沙鹿駅 - 龍井駅 - 大肚駅 - 追分駅 - 大肚渓南信号場 - 彰化駅

### 台中線（山線）
竹南駅 - 造橋駅 - 豊富駅 - 苗栗駅 - 南勢駅 - 銅鑼駅 - 三義駅 - 泰安駅 - 后里駅 - 豊原駅 - 栗林駅 - 潭子駅 - 頭家厝駅 - 松竹駅 - 太原駅 - 精武駅 - 台中駅 - 五権駅 - 大慶駅 - 烏日駅 - 新烏日駅 - 成功駅 - 大肚渓南信号場 - 彰化駅

### 成追線
成功駅 - 追分駅

### 縦貫線 (南段)
彰化駅 - 花壇駅 - 大村駅 - 員林駅 - 永靖駅 - 社頭駅 - 田中駅 - 二水駅 - 林内駅 - 石榴駅 - 斗六駅 - 斗南駅 - 石亀駅 - 大林駅 - 民雄駅 - 嘉北駅 - 嘉義駅 - 水上駅 - 南靖駅 - 後壁駅 - 新営駅 -柳営駅 - 林鳳営駅 - 隆田駅 - 抜林駅 - 善化駅 - 南科駅 - 新市駅 - 永康駅 - 大橋駅 - 台南駅 - 保安駅 - 仁徳駅 - 中洲駅 - 大湖駅 - 路竹駅 - 岡山駅 - 橋頭駅 - 楠梓駅 - 新左営駅 - 左営（旧城）駅 - 内惟駅 - 美術館駅 - 鼓山駅 - 三塊厝駅 - 高雄駅

### 屏東線
高雄駅 - 民族駅 - 科工館駅 - 正義駅 - 鳳山駅 - 後庄駅 - 九曲堂駅 - 六塊厝駅 - 屏東駅 - 帰来駅 - 麟洛駅 - 西勢駅 - 竹田駅 - 潮州駅 - 崁頂駅 - 南州駅 - 鎮安駅 - 林辺駅 - 佳冬駅 - 東海駅 - 枋寮駅

## 台鉄捷運化
西部幹線は台湾高速鉄道の開通によって都市間輸送の乗客が激減する事が予想されている。このため台湾鉄路管理局は西部幹線の運行形態を従来の都市間輸送主体から地域内輸送主体へと変更する事を計画している。新駅の設置・鉄道設備の刷新などを柱とするこの変更を台鉄捷運化と呼ぶ。